# Alive or Just Breathing
Alive or Just Breathing ist das zweite Album der US-amerikanischen Metalcore-Band Killswitch Engage. Das Album wurde am 27. Mai 2002 via Roadrunner Records veröffentlicht. Durch den Verkauf von über 100.000 Exemplaren in den USA schafften Killswitch Engage den Durchbruch in der Metalszene.

## Entstehungsgeschichte
Adam Dutkiewicz wechselte vom Schlagzeug an die Gitarre, da zu diesem Zeitpunkt ihr Gitarrist die Band verlassen hatte. Tom Gomes übernahm den vakanten Schlagzeugposten. Produziert wurde das Album zwischen Oktober 2001 und Februar 2002 vom Gitarristen Adam Dutkiewicz. Gemischt und gemastert wurde das Album von Andy Sneap im Backstage-Productions-Studio (Derbyshire, Großbritannien).
Durch den Wechsel zu Roadrunner hatte die Band ein größeres Budget für die Aufnahmen zur Verfügung. Mit „Temple from the Within“ und „Vide Infra“ nahm die Band zwei Titel des Debütalbums neu auf. Als Gastsänger traten Becka Dutkiewicz („My Last Serenade“) und Phil Labonte von All That Remains („Self Revolution“) auf. Für „My Last Serenade“ wurde ein Videoclip gedreht, der in Deutschland vielfach bei VIVA Plus ausgestrahlt wurde.
Sänger Jesse Leach dementierte in verschiedenen Interviews, dass die Texte dieses Albums religiös sind. Dennoch gab er zu, dass das Lied „Numbered Days“ die Prophezeiung des Falls von Babylon thematisiere. „Fixation on the Darkness“ handele davon, dass die menschliche Seele sowohl Dunkelheit als auch Licht beinhalte. Laut Leach müsse eine Balance zwischen diesen beiden Seiten bestehen.
Kurz nach Veröffentlichung des Albums verließ Leach die Band wieder, um sich mehr um seine Familie zu kümmern und da ihm die musikalische Ausdrucksform nicht mehr zusagte. Auch Tom Gomes ist auf dem nächsten Album The End of Heartache nicht mehr zu hören.

## Titelliste
1. Numbered Days – 3:35
2. Self Revolution – 3:08
3. Fixation on the Darkness – 3:37
4. My Last Serenade – 4:17
5. Life to Lifeless – 3:17
6. Just Barely Breathing – 5:41
7. To the Sons of Man – 1:58
8. Temple from the Within – 4:04
9. The Element of One – 4:08
10. Vide Infra – 3:27
11. Without a Name – 1:44
12. Rise Inside – 5:54

## Wiederveröffentlichung
2005 wurde das Album mit einer Bonus-CD, die acht weitere Lieder enthält, wiederveröffentlicht. Das Lied Transfiguration ist eine ältere Version von Fixation on the Darkness. Das Lied Fixation on the Darkness ist ebenfalls in einer Version mit dem Sänger Howard Jones vertreten.

### Zusätzliche Titel der Wiederveröffentlichung
1. In the Unblind – 2:48
2. When the Balance is Broken – 4:35
3. Untitled & Unloved – 3:20
4. Numbered Days (Demo-Version) – 3:37
5. Transfiguration (Demo-Version) – 3:38
6. Just Barely Breathing (Demo-Version) – 5:13
7. Fixation on the Darkness (Howard-Jones-Version) – 3:37
8. Studio Outtakes – 1:17